# Genevrières
Genevrières é uma comuna francesa na região administrativa de Grande Leste, no departamento de Haute-Marne. Estende-se por uma área de 12,95 km². Em 2010 a comuna tinha 138 habitantes (densidade: 10,7 hab./km²).